# 노태원
노태원(盧泰元, 1957년 8월 4일~)은 대한민국의 응집 물질 물리학자이다. 노태원 교수는 현재 서울대학교 물리학부 교수 및 기초과학연구원 강상관계물질연구단 단장으로 재직중이다. 그는 1982년 서울대학교 물리학과를 졸업하고 미국의 오하이오 주립 대학교에서 1984년 석사 학위를 취득한 뒤, 2년 뒤인 1986년 박사 학위를 취득하였다. 그는 미국의 코넬대학교에서 포스트 닥터 과정을 보내며 고온 초전도체인 구리 산화물 입자의 광학적 성질에 관한 활발한 연구를 진행하였다. 박사 학위 기간 및 박사 후 연구원 기간의 활발한 연구 활동을 인정받은 그는 1989년 서울대학교의 연구 조교수로 부임하였다.
서울대학교에 부임했을 당시, 한국의 연구 시설은 매우 열악한 형편이었다. 그렇지만 학문적으로 중요한 의미를 지니면서 근본 메커니즘이 잘 밝혀지지 않은 문제들을 풀고 이를 통해 국제 학계의 새로운 관심을 이끌어 내는 방식으로 한국에서 성공할 수 있는 연구 모델을 찾고자 하였다. 그 결과 국제 학계에 새로운 연구 주제를 제안할 수 있었고, 세계적인 연구자들과 어깨를 나란히 할 수 있게 되었다. 현재 그는 100번이 넘는 국제 학회에서 특별 강연 및 초청 강연을 하였고, 340편이 넘는 SCI 논문을 작성하였으며 총 인용 지수가 8,400번이 넘는 연구자로 성장할 수 있었다.
노태원 교수는 연구 시작부터 전이금속 시스템을 연구해왔으며, 강상관계 전자계의 계면 현상으로 그 관심을 넓히고 있다. 주 연구 분야는 산화물 박막과 인공 이종구조 물질의 합성, 산화물 표면과 계면에서의 현상, 전이금속 산화물에서의 금속-비금속 전이와 오비탈 물리, 강상관계 물질의 광학적 성질, FeRAM와 RRAM과 같은 산화물 소자물리 등이 있다.
나아가 그는 한국의 산업계와의 공동 연구를 통해 한국 사회의 주축이 되고 있는 IT 산업 발전에 기여하여 현재까지 산업계와 함께 57편의 연구논문을 출판하고 4편의 특허를 출원하는 활발한 공동 연구를 진행하고 있다. 뿐만 아니라 오랜 기간 후진 양성에 힘을 써, 31명의 박사와 30명의 석사를 배출하여 한국 과학기술 발전에 크게 기여하였다. 최근에는 기초과학연구원의 강상관계 물질 기능성 계면 연구단(Center for Functional Interfaces of Correlated Electron System)의 단장을 역임하고 원자단위 켜쌓기 그룹(Atomic Scale Epitaxy Group)을 맡고 있다. 앞으로 강상관계 전자물질의 계면에서의 새로운 물리 현상을 연구할 계획이다.
2024년에는 고등과학원의 9대 원장이 되었다.

## 주요 업적
- 고온초전도체, 초거대 자기저항(CMR) 망간 산화물, 전이금속산화물에 대한 광학적 성질연구
- 전이금속 산화물에서의 금속-절연체 전이와 오비탈 물리
- 산화물 박막과 인공 이종 구조의 합성
- FeRAM과 RRAM과 같은 산화물 소자물리

## 수상
- 2022 과학기술 도약장 훈장[4]
- 2014 창의선도연구자(서울대학교)
- 2011 대한민국 최고과학기술인상
- 2010 국가과학자
- 2009 경암학술상(자연과학분야, 경암교육문화재단)
- 2004 한국과학상(제9회 물리학분야)

## 같이 보기
- 강유전체